# Alfons el Franc
Alfons el Franc o el Liberal, anomenat també Alfons III d'Aragó i Alfons II de Catalunya-Aragó (València, Regne de València, 1265 - Barcelona, Principat de Catalunya, 1291), fou sobirà de la Corona d'Aragó amb els títols principals de rei d'Aragó, de València i comte de Barcelona (1285-1291) i rei de Mallorca (1286-1291).

## Antecedents familiars
Fou el primer fill de Pere el Gran i la seva muller Constança de Sicília.
A la mort del seu pare, el novembre de 1285, el succeí al tron de la Corona d'Aragó així com en el dels comtats catalans. Alhora, el seu germà segon, Jaume el Just va heretar el Regne de Sicília.
|  |                                     |  |  |  |  |  |  |  |  |  |  |  |  |  |  |  |
|  | 16. Alfons II d'Aragó (el Cast)     |  |  |  |  |  |  |  |  |  |  |  |  |  |  |  |
|  |                                     |  |  |  |  |  |  |  |  |  |  |  |  |  |  |  |
|  |                                     |  |  |  |  |  |  |  |  |  |  |  |  |  |  |  |
|  | 8. Pere II d'Aragó (el Catòlic)     |  |  |  |  |  |  |  |  |  |  |  |  |  |  |  |
|  |                                     |  |  |  |  |  |  |  |  |  |  |  |  |  |  |  |
|  |                                     |  |  |  |  |  |  |  |  |  |  |  |  |  |  |  |
|  | 17. Sança de Castella               |  |  |  |  |  |  |  |  |  |  |  |  |  |  |  |
|  |                                     |  |  |  |  |  |  |  |  |  |  |  |  |  |  |  |
|  |                                     |  |  |  |  |  |  |  |  |  |  |  |  |  |  |  |
|  | 4. Jaume I d'Aragó (el Conqueridor) |  |  |  |  |  |  |  |  |  |  |  |  |  |  |  |
|  |                                     |  |  |  |  |  |  |  |  |  |  |  |  |  |  |  |
|  |                                     |  |  |  |  |  |  |  |  |  |  |  |  |  |  |  |
|  | 18. Guilhèm VIII de Montpeller      |  |  |  |  |  |  |  |  |  |  |  |  |  |  |  |
|  |                                     |  |  |  |  |  |  |  |  |  |  |  |  |  |  |  |
|  |                                     |  |  |  |  |  |  |  |  |  |  |  |  |  |  |  |
|  | 9. Maria de Montpeller              |  |  |  |  |  |  |  |  |  |  |  |  |  |  |  |
|  |                                     |  |  |  |  |  |  |  |  |  |  |  |  |  |  |  |
|  |                                     |  |  |  |  |  |  |  |  |  |  |  |  |  |  |  |
|  | 19. Eudòxia Comnena                 |  |  |  |  |  |  |  |  |  |  |  |  |  |  |  |
|  |                                     |  |  |  |  |  |  |  |  |  |  |  |  |  |  |  |
|  |                                     |  |  |  |  |  |  |  |  |  |  |  |  |  |  |  |
|  | 2. Pere III d'Aragó (el Gran)       |  |  |  |  |  |  |  |  |  |  |  |  |  |  |  |
|  |                                     |  |  |  |  |  |  |  |  |  |  |  |  |  |  |  |
|  |                                     |  |  |  |  |  |  |  |  |  |  |  |  |  |  |  |
|  | 20. Béla III d'Hongria              |  |  |  |  |  |  |  |  |  |  |  |  |  |  |  |
|  |                                     |  |  |  |  |  |  |  |  |  |  |  |  |  |  |  |
|  |                                     |  |  |  |  |  |  |  |  |  |  |  |  |  |  |  |
|  | 10. Andreu II d'Hongria             |  |  |  |  |  |  |  |  |  |  |  |  |  |  |  |
|  |                                     |  |  |  |  |  |  |  |  |  |  |  |  |  |  |  |
|  |                                     |  |  |  |  |  |  |  |  |  |  |  |  |  |  |  |
|  | 21. Agnès d'Antioquia               |  |  |  |  |  |  |  |  |  |  |  |  |  |  |  |
|  |                                     |  |  |  |  |  |  |  |  |  |  |  |  |  |  |  |
|  |                                     |  |  |  |  |  |  |  |  |  |  |  |  |  |  |  |
|  | 5. Violant d'Hongria                |  |  |  |  |  |  |  |  |  |  |  |  |  |  |  |
|  |                                     |  |  |  |  |  |  |  |  |  |  |  |  |  |  |  |
|  |                                     |  |  |  |  |  |  |  |  |  |  |  |  |  |  |  |
|  | 22. Pere II de Courtenay            |  |  |  |  |  |  |  |  |  |  |  |  |  |  |  |
|  |                                     |  |  |  |  |  |  |  |  |  |  |  |  |  |  |  |
|  |                                     |  |  |  |  |  |  |  |  |  |  |  |  |  |  |  |
|  | 11. Violant de Courtenay            |  |  |  |  |  |  |  |  |  |  |  |  |  |  |  |
|  |                                     |  |  |  |  |  |  |  |  |  |  |  |  |  |  |  |
|  |                                     |  |  |  |  |  |  |  |  |  |  |  |  |  |  |  |
|  | 23. Violant de Flandes              |  |  |  |  |  |  |  |  |  |  |  |  |  |  |  |
|  |                                     |  |  |  |  |  |  |  |  |  |  |  |  |  |  |  |
|  |                                     |  |  |  |  |  |  |  |  |  |  |  |  |  |  |  |
|  | 1. Alfons III d'Aragó (el Franc)    |  |  |  |  |  |  |  |  |  |  |  |  |  |  |  |
|  |                                     |  |  |  |  |  |  |  |  |  |  |  |  |  |  |  |
|  |                                     |  |  |  |  |  |  |  |  |  |  |  |  |  |  |  |
|  | 24. Enric VI del Sacre Imperi       |  |  |  |  |  |  |  |  |  |  |  |  |  |  |  |
|  |                                     |  |  |  |  |  |  |  |  |  |  |  |  |  |  |  |
|  |                                     |  |  |  |  |  |  |  |  |  |  |  |  |  |  |  |
|  | 12. Frederic II del Sacre Imperi    |  |  |  |  |  |  |  |  |  |  |  |  |  |  |  |
|  |                                     |  |  |  |  |  |  |  |  |  |  |  |  |  |  |  |
|  |                                     |  |  |  |  |  |  |  |  |  |  |  |  |  |  |  |
|  | 25. Blanca de Castella              |  |  |  |  |  |  |  |  |  |  |  |  |  |  |  |
|  |                                     |  |  |  |  |  |  |  |  |  |  |  |  |  |  |  |
|  |                                     |  |  |  |  |  |  |  |  |  |  |  |  |  |  |  |
|  | 6. Manfred I de Sicília             |  |  |  |  |  |  |  |  |  |  |  |  |  |  |  |
|  |                                     |  |  |  |  |  |  |  |  |  |  |  |  |  |  |  |
|  |                                     |  |  |  |  |  |  |  |  |  |  |  |  |  |  |  |
|  | 26. ?                               |  |  |  |  |  |  |  |  |  |  |  |  |  |  |  |
|  |                                     |  |  |  |  |  |  |  |  |  |  |  |  |  |  |  |
|  |                                     |  |  |  |  |  |  |  |  |  |  |  |  |  |  |  |
|  | 13. Bianca Lancia                   |  |  |  |  |  |  |  |  |  |  |  |  |  |  |  |
|  |                                     |  |  |  |  |  |  |  |  |  |  |  |  |  |  |  |
|  |                                     |  |  |  |  |  |  |  |  |  |  |  |  |  |  |  |
|  | 27. ?                               |  |  |  |  |  |  |  |  |  |  |  |  |  |  |  |
|  |                                     |  |  |  |  |  |  |  |  |  |  |  |  |  |  |  |
|  |                                     |  |  |  |  |  |  |  |  |  |  |  |  |  |  |  |
|  | 3. Constança de Sicília             |  |  |  |  |  |  |  |  |  |  |  |  |  |  |  |
|  |                                     |  |  |  |  |  |  |  |  |  |  |  |  |  |  |  |
|  |                                     |  |  |  |  |  |  |  |  |  |  |  |  |  |  |  |
|  | 28. Tomàs I de Savoia               |  |  |  |  |  |  |  |  |  |  |  |  |  |  |  |
|  |                                     |  |  |  |  |  |  |  |  |  |  |  |  |  |  |  |
|  |                                     |  |  |  |  |  |  |  |  |  |  |  |  |  |  |  |
|  | 14. Amadeu IV de Savoia             |  |  |  |  |  |  |  |  |  |  |  |  |  |  |  |
|  |                                     |  |  |  |  |  |  |  |  |  |  |  |  |  |  |  |
|  |                                     |  |  |  |  |  |  |  |  |  |  |  |  |  |  |  |
|  | 29. Margarida de Ginebra            |  |  |  |  |  |  |  |  |  |  |  |  |  |  |  |
|  |                                     |  |  |  |  |  |  |  |  |  |  |  |  |  |  |  |
|  |                                     |  |  |  |  |  |  |  |  |  |  |  |  |  |  |  |
|  | 7. Beatriu de Savoia                |  |  |  |  |  |  |  |  |  |  |  |  |  |  |  |
|  |                                     |  |  |  |  |  |  |  |  |  |  |  |  |  |  |  |
|  |                                     |  |  |  |  |  |  |  |  |  |  |  |  |  |  |  |
|  | 30. Hug III de Borgonya             |  |  |  |  |  |  |  |  |  |  |  |  |  |  |  |
|  |                                     |  |  |  |  |  |  |  |  |  |  |  |  |  |  |  |
|  |                                     |  |  |  |  |  |  |  |  |  |  |  |  |  |  |  |
|  | 15. Anna de Borgonya                |  |  |  |  |  |  |  |  |  |  |  |  |  |  |  |
|  |                                     |  |  |  |  |  |  |  |  |  |  |  |  |  |  |  |
|  |                                     |  |  |  |  |  |  |  |  |  |  |  |  |  |  |  |
|  | 31. Beatriu d'Albon                 |  |  |  |  |  |  |  |  |  |  |  |  |  |  |  |
|  |                                     |  |  |  |  |  |  |  |  |  |  |  |  |  |  |  |
|  |                                     |  |  |  |  |  |  |  |  |  |  |  |  |  |  |  |

## Núpcies
Es casà el 15 d'agost de 1282 a Barcelona amb Elionor d'Anglaterra, filla del rei d'Anglaterra Eduard I i Elionor de Castella, a les pregàries de la qual accedí finalment, alliberant en Carles II d'Anjou.
Morí sense descendència legítima el 18 de juny de 1291, i fou succeït el mateix any pel seu germà Jaume II.
Fou sebollit al convent de Sant Francesc de Barcelona; quan fou desamortitzat i enderrocat, el 1837, les restes foren portades a la catedral de Barcelona i instal·lades el 1852 en un sepulcre en una capella del claustre, juntament amb les d'altres persones reials. El 1998, foren traslladades novament, ara a l'interior de la catedral, on són en una urna esculpida per Frederic Marès, al mur de l'Evangeli, entre el transsepte i la capella de les Ànimes, al començament del deambulatori.

## Conquesta de les Illes Balears

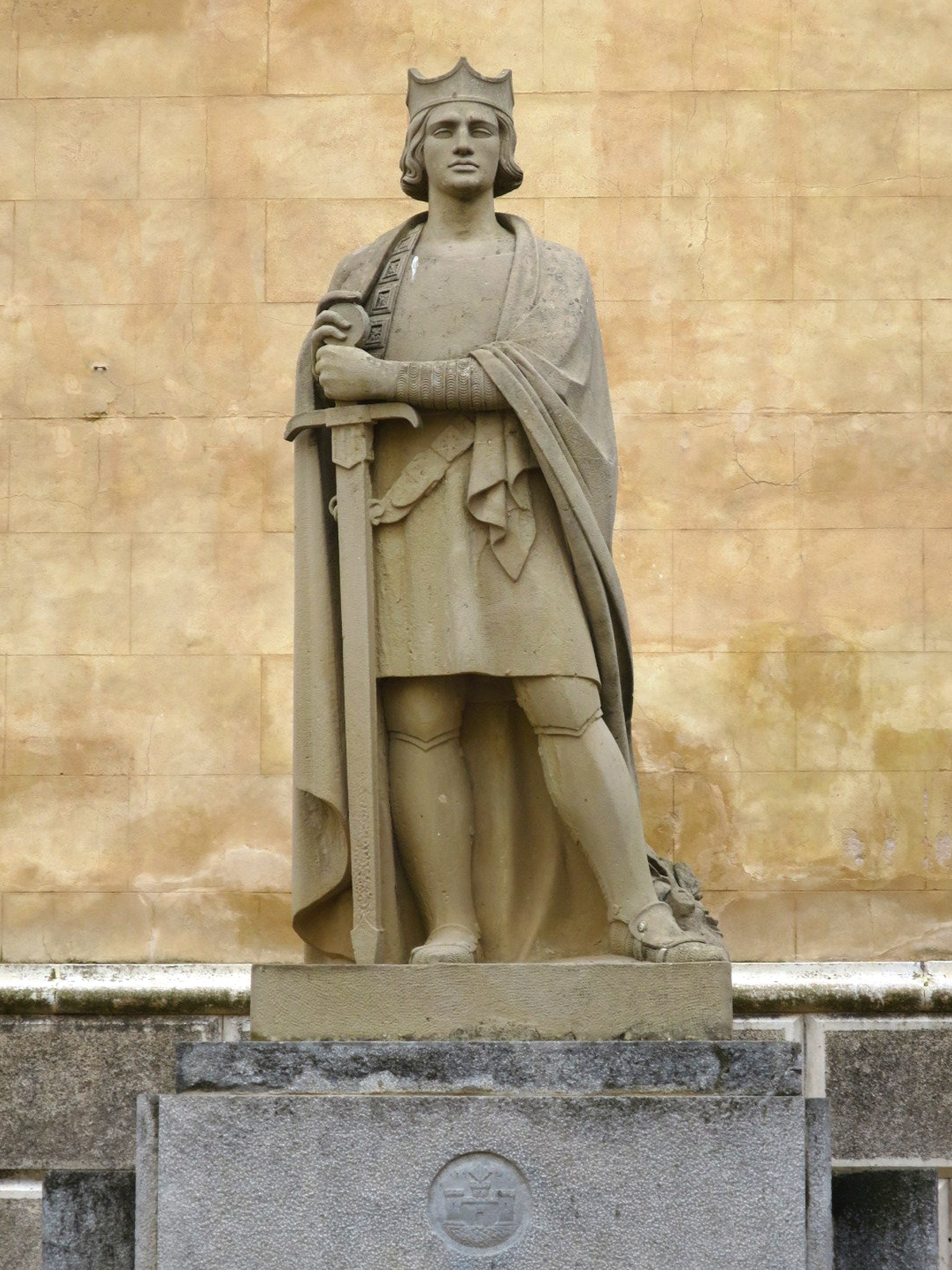
Estàtua d'Alfons II a la ciutat de Maó

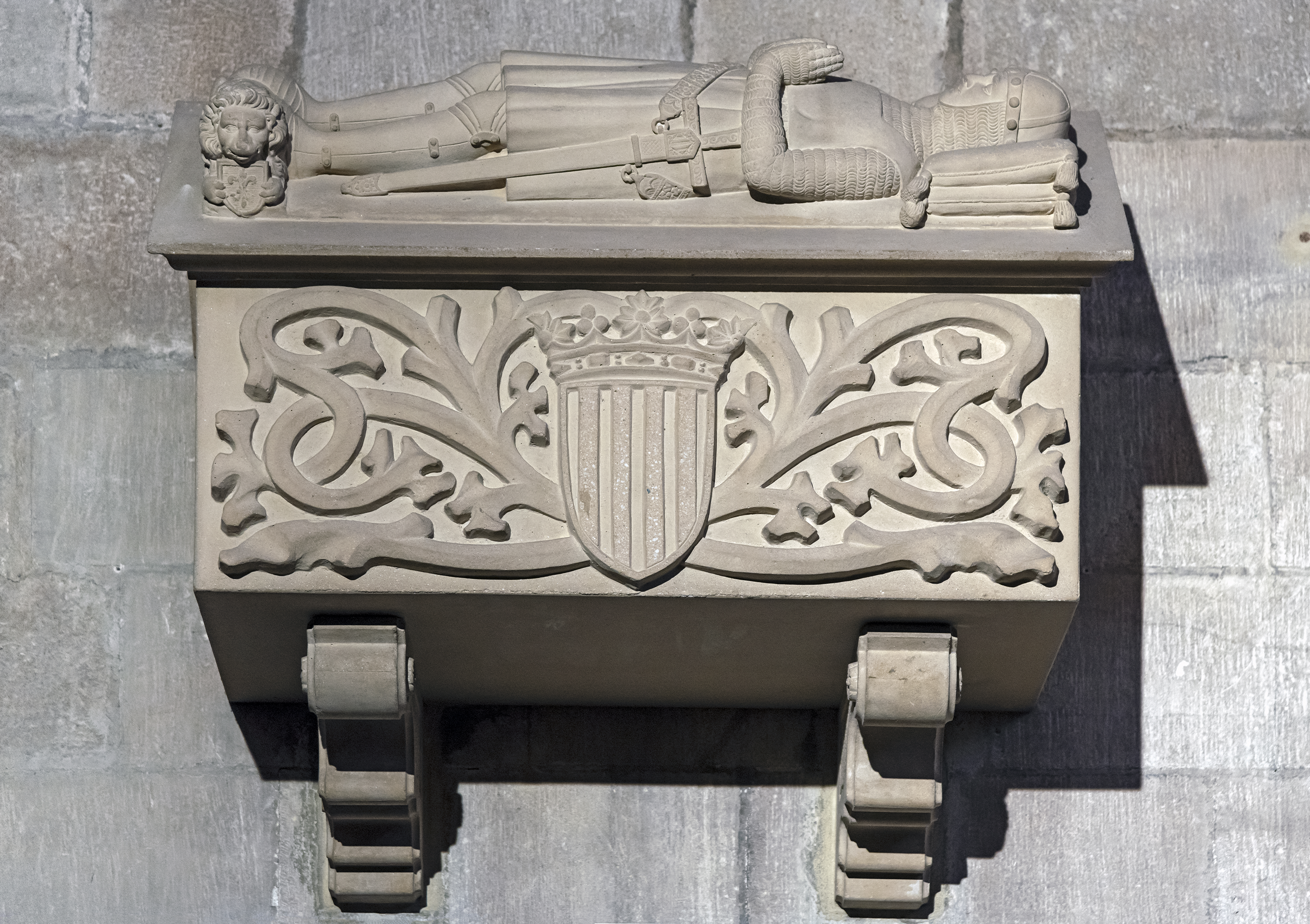
La seva tomba

Per encàrrec del seu pare confiscà les Balears al seu oncle Jaume II de Mallorca perquè havia col·laborat en la croada contra la corona d'Aragó (un intent d'invasió francesa entre el juny i l'octubre de 1285). El novembre d'aquell any, Alfons atacava les illes d'Eivissa i de Mallorca, culminant l'expedició amb èxit el gener del 1286.
Just un any després, entre el novembre de 1286 i el gener de 1287, conquerí també l'illa de Menorca al ra'îs o moixerif Abu-Úmar ibn Saïd, sota l'acusació d'haver pactat el 1282 amb el sultà de Tunis (i de retruc, se l'acusà, per tant, també d'haver-ho fet amb els angevins i els francesos), durant la campanya militar de Pere el Gran per conquerir Alcoll i Sicília. Fins llavors, els reis de Menorca havien estat vassalls del casal català des dels temps de Jaume I el Conqueridor. La conquesta d'Alfons fou ràpida i fàcil: l'illa de Menorca quedà gairebé despoblada, i segons conta Ramon Muntaner en la seva crònica, fou repoblada "de bona gent de catalans".

## Política castellana
Alfons el Franc menà una política anticastellana, probablement per l'insistent acostament de Sanç IV de Castella a les posicions profranceses sobre la qüestió del Regne de Sicília. Així doncs, Alfons es negà a cedir els infants de la Cerda al rei castellà, els quals s'havien refugiat a la cort catalana. Va participar en la proclamació d'Alfons de la Cerda com a rei de Castella a Jaca el setembre de 1288, fet que desencadenà una guerra fronterera entre els dos regnes, que va tenir diverses escomeses: entre l'abril i el juliol de 1289, el setembre de 1290 i el febrer de 1291.

## Política africana
Va continuar la mateixa política que el seu pare en les qüestions nord-africanes, establint punts d'enllaç entre el continent africà i la península. El 1286, va sotmetre a vassallatge el soldà de Tlemcen, obligant-lo a acceptar importants concessions politicoeconomicofinanceres. Després, va intentar fer el mateix amb el de Tunis, però amb menys èxit; les concessions que en tragué el 1287 foren més limitades. Per acabar de sotmetre aquests soldans del Magrib central, va amenaçar-los d'aliar-se amb el sultà del Marroc, el qual ambicionava aquestes terres.

## Política externa
Tot i que va manar la realització de les expedicions navals de Roger de Llúria, Bernat de Sarrià i Berenguer de Vilaregut, la principal activitat exterior fou diplomàtica: així, entre el desembre de 1286 i el març de 1287, la corona participà en la conferència de Bordeus; el juliol del 1287 tingué lloc l'entrevista d'Oloron i l'octubre del 1288 se signà el tractat de Canfranc. El febrer de 1291, els seus ambaixadors signaven la pau amb França i la Santa Seu mitjançant els acords de Brinhòlas. Aquest pacte implicava que, per una banda, el casal de Valois renunciava als regnes catalans que li havia cedit el papa, i per l'altra el rei Alfons es reconeixia feudatari del papa i prometia anar a la croada. Així mateix, Alfons havia de retirar l'ajuda al seu germà Jaume I de Sicília, anomenat El Just, amb la condició testamentària que el Regne de Sicília havia de passar al seu altre germà, Frederic d'Aragó.
Va rebre a Barcelona l'ambaixador del papa, i dels reis de França, i d'Anglaterra, per intercedir a l'alliberació de Carles II d'Anjou, rei de Nàpols, que el seu pare havia pres.

## Política interna
L'ambició mediterrània d'Alfons comportà el desànim de l'aristocràcia aragonesa, la qual veia en perill els seus privilegis davant una monarquia exitosa i no participava en els beneficis marítims. Així, hi hagué diverses topades entre el rei i els aristòcrates en diferents períodes.
En aquella època, els estaments aragonesos ja havien creat el moviment de la Unió i havien aconseguit arrancar de Pere el Gran el privilegi general d'Aragó, en què es recollien les principals reivindicacions aragonesistes. Aquest moviment aristocràtic expressava un cert desencant perquè Aragó perdia pes específic en el conjunt de la corona, i va revifar en temps d'Alfons el Franc. En les corts de Saragossa de l'abril de 1286, la Unió va voler obligar-lo a acceptar una reforma dels oficials de la casa del rei i la creació d'un Consell Reial que els fos favorable. El rei es va resistir a les pressions i va promulgar un ordenament de reforma d'aquestes institucions, deixant de banda les pretensions nobiliàries, fet que generà noves tensions en les corts d'Osca (1286), en les quals els estaments d'Aragó van intentar condicionar la política mediterrània. La situació va desembocar en un conflicte armat i diverses represàlies. Quan semblava que el rei estava disposat a vèncer l'oposició unionista per força, les dificultats de la política exterior el van afeblir i hagué de transigir en diverses ocasions davant les exigències de la Unió en matèria de justícia, en l'aplicació del fur d'Aragó al Regne de València, en el nomenament de consellers, etc. La noblesa aragonesa el va fer cedir el desembre de 1287, el desembre de 1288 i el març de 1289.
De tota manera, Alfons va capgirar la situació en les corts de Montsó d'octubre-novembre de 1289, en les quals la majoria de catalans i valencians va imposar una nova legislació que enfortia les estructures del poder monàrquic de la corona d'Aragó i afeblia els poders nobiliaris.

## Títols i successors
- El 29 de març del 1286: Signum + infantis Alfonsi illustres regis Aragonum primogenitus.[5]

- El 29 de març del 1286: Signum + Alfonsi, Dei gracia regis Aragonum, Maioricarum et Valencie ac comitis Barchinone.[6]

| Alfons el Franc (Senyal Reial) (Armes del regne d'Aragó) Casa d'Aragó del llinatge del comte de Barcelona Naixement: València 1265 Mort: Barcelona, 18 de juny del 1291 | |                                         |
| Títols | |                                         |
| Precedit per: Pere II "el Gran" (pare) | Rei d'Aragó (Llista de reis d'Aragó) Rei d'Aragó, Comte de Ribagorça, Comte de Sobrarb (1285–1291)                                                                       | Succeït per: Jaume II "el Just" (germà) |
| Precedit per: Pere II "el Gran" (pare) | Rei de València (Llista de reis de València) (1285–1291) | Succeït per: Jaume II "el Just" (germà) |
| Precedit per: Pere II "el Gran" (pare) | Comte de Barcelona (Llista de comtes de Barcelona) - Principatus - Comtat de Barcelona, Comtat de Girona, Comtat d'Osona, Comtat de Manresa, Comtat de Berga (1285–1291) | Succeït per: Jaume II "el Just" (germà) |
| — Territori conquerit: — Confiscació del Regne de Mallorca (1285) — Destronat — Jaume II de Mallorca (oncle)                                                            | Rei de Mallorca (Llista de reis de Mallorca) (1285–1291) | Succeït per: Jaume II "el Just" (germà) |
| — Territori conquerit: — Confiscació del Regne de Mallorca (1285) — Destronat — Jaume II de Mallorca (oncle)                                                            | Comte de Rosselló i Cerdanya (Llista de comtes de Rosselló) Comtat de Rosselló, Vallespir Comtat de Cerdanya, Comtat de Conflent (1285–1291)                             | Succeït per: Jaume II "el Just" (germà) |
| — Territori conquerit: — Confiscació del Regne de Mallorca (1285) — Destronat — Jaume II de Mallorca (oncle)                                                            | Senyor de Montpeller i Omeladès (Llista de senyors de Montpeller) (1285–1291)                                                                                            | Succeït per: Jaume II "el Just" (germà) |